# Philip A. Goodwin

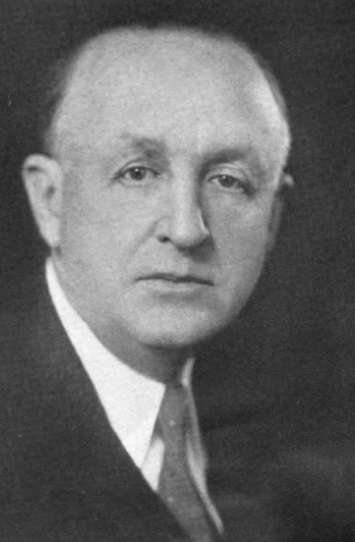
Philip A. Goodwin

Philip Arnold Goodwin (* 20. Januar 1882 in Athens, New York; † 6. Juni 1937 in Coxsackie, New York) war ein US-amerikanischer Politiker. Zwischen 1933 und 1937 vertrat er den Bundesstaat New York im US-Repräsentantenhaus.

## Werdegang
Philip Arnold Goodwin besuchte öffentliche Schulen. 1896 zog die Familie nach Coxsackie. Er graduierte 1900 an der High School in Coxsackie und 1902 am Albany Business College. Zwischen 1902 und 1916 ging er dem Stahlbrückenbaugeschäft in Albany nach. Er war von 1916 bis zu seinem Tod Eigentümer und Betreiber einer Bauholzunternehmung in Coxsackie. Ferner ging er Bankgeschäften nach, betrieb ein Fräs- und Lieferunternehmen sowie ein Wertpapierunternehmen.
Politisch gehörte er der Republikanischen Partei an. Bei den Kongresswahlen des Jahres 1932 für den 73. Kongress wurde Goodwin im 27. Wahlbezirk von New York in das US-Repräsentantenhaus in Washington, D.C. gewählt, wo er am 4. März 1933 die Nachfolge von Harcourt J. Pratt antrat. Er wurde zwei Mal in Folge wiedergewählt, verstarb allerdings kurz nach dem Anfang seiner letzten Amtszeit am 6. Juni 1937 in Coxsackie. Sein Leichnam wurde dann auf dem Riverside Cemetery beigesetzt.